# Capac Yupanqui
Capac Yupanqui Inca (kecz. Inka Wspaniały Księgowy, XIII-XIV wiek) – na wpół legendarny władca Inków i piąty Sapa Inca od ok. 1320 do ok. 1350 roku, jeden z młodszych synów króla Mayty Capaca, ostatni władca dynastii Húrin, starszej linii królewskiego rodu Inków.
Capac Yupanqui, podobnie jak jego ojciec, uznawany był za wielkiego wojownika i zdobywcę. Jak podaje hiszpański kronikarz Juan de Betanzos, jego zasługą było opanowanie terenów całej doliny Cuzco i wykroczenie w swych podbojach poza jej zasięg (podbił ziemie w promieniu ok. 20 km od stolicy). Położył on tym samym podwaliny pod późniejsze kampanie i przekształcenie państwa Inków w imperium. Inca Garcilaso de la Vega podaje również, iż Capac Yupanqui przyczynił się do znacznej rozbudowy Cuzco – wybudował wiele dróg, mostów, akweduktów i budynków użyteczności publicznej.
Główną małżonką (coyą) Capaca Yupanqui była Mama Cusi Hilpay, córka władcy Amta, z którą doczekał się syna i prawowitego następcy, Quispe Yupanqui. Mimo to po śmierci Capaca wybuchła w stolicy rebelia Hanan - arystokracji królewskiej krwi wywodzącej się z górnego Cuzco przeciwko dotychczasowej gałęzi rodu - wywodzącym się z dolnego Cuzco Húrin. Quispe Yupanqui został zamordowany, natomiast władzę nad państwem objął Inca Roca, syn innej spośród królewskich małżonek - Cusi Chimbo.